# Údolní nádrž Kružberk
Údolní nádrž Kružberk är en reservoar i Tjeckien. Den ligger i den östra delen av landet, 230 km öster om huvudstaden Prag. Údolní nádrž Kružberk ligger 470 meter över havet.  Omgivningarna runt Údolní nádrž Kružberk är en mosaik av jordbruksmark och naturlig växtlighet.